# Comuna Verhnea Duvanka, Svatove
Verhnea Duvanka (în ucraineană Верхня Дуванка) este o comună în raionul Svatove, regiunea Luhansk, Ucraina, formată din satele Dolea, Iablunivka, Lebedivka, Poltava și Verhnea Duvanka (reședința).

## Demografie
Componența lingvistică a comunei Verhnea Duvanka
     Ucraineană (95,95%)
     Rusă (3,72%)
     Alte limbi (0,34%)
Conform recensământului din 2001, majoritatea populației comunei Verhnea Duvanka era vorbitoare de ucraineană (95,95%), existând în minoritate și vorbitori de rusă (3,72%).